# Chalet des Suppliques
Le chalet des suppliques  est un petit chalet construit en 1864 à Vichy (Allier), à l'entrée du pont de Vichy, au sein du parc alors nouvellement créé le long de l'Allier (actuels parcs Napoléon III et Kennedy) pour servir de logement pour le gardien du parc. À l'origine, deux chalets identiques furent construits, de part et d'autre de la route au débouché du pont mais le chalet en amont fut détruit en 1931 ou 1932 pour la construction d'un nouveau pont plus large (l'actuel pont de Bellerive). Le nom du chalet vient de la légende qu'il servait à recueillir les suppliques adressées à Napoléon III lors de ses séjours dans la station thermale.

## Caractéristiques

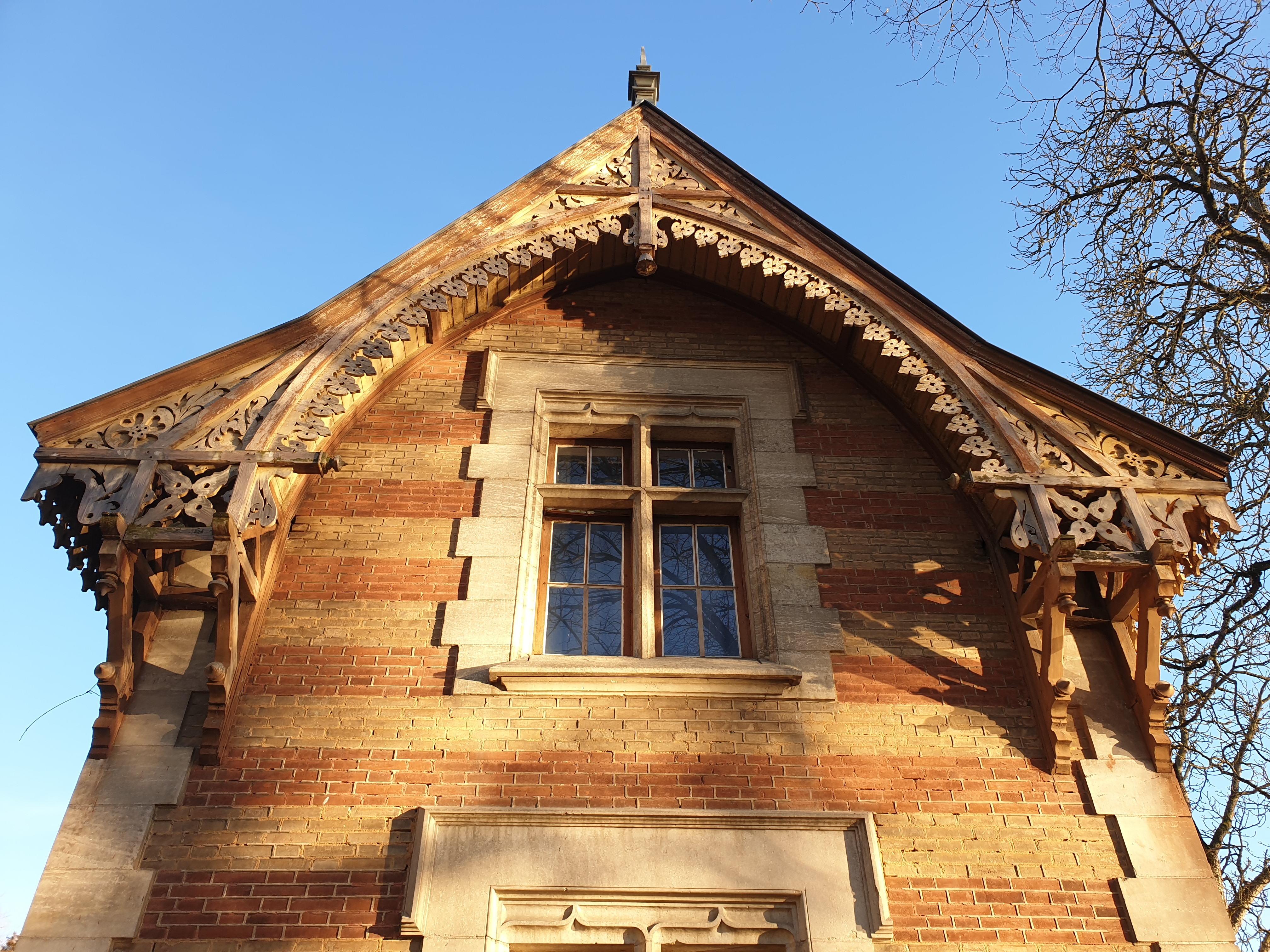
Une des façades en pignon avec la charpente en débord de style savoyard

Le chalet est un mélange de style néogothique pour ses élévations et de style savoyard pour sa charpente débordante. Il ressemble aux pavillons construits à la même époque aux entrées de différents parcs de Paris mais est unique, dans ce style, dans la région Auvergne-Bourbonnais. De forme rectangulaire, il se compose d'une cave avec accès extérieur, d'un rez-de-chaussée et d'un étage sous comble avec deux murs pignons et deux autres goutteraux. Trois des quatre façades sont percées de grandes fenêtres divisées par une croisée de pierre surmontée pour celles du rez-de-chaussée d'un double arc en accolade dessiné sur le front du linteau.
Un repère de nivellement à la base de son façade sud-est indique une altitude de 259 mètres

## Histoire

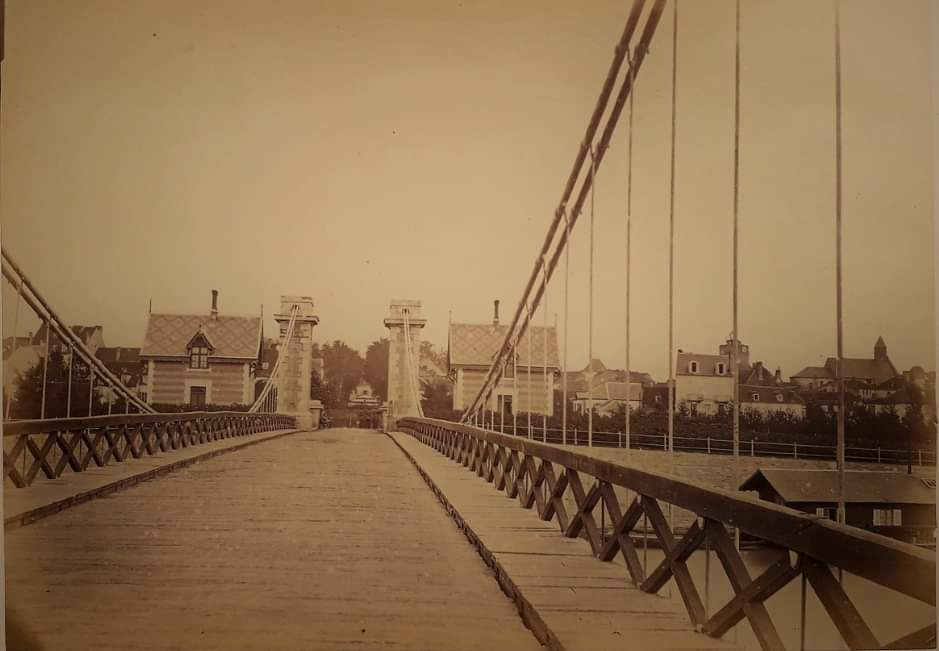
L'ancien pont suspendu de Vichy en 1865 (il sera partiellement emporté par la grande crue de 1866) avec en arrière plan les deux chalets construits un an plus tôt.

Vichy connait un fort développement sous le Second Empire, Napoléon III y venant plusieurs fois en cure. Une digue est construite sur la rive droite de l'Allier pour protéger la ville des importantes crues de la rivière. Elle permet aussi, en asséchant la zone marécageuse le long de la rive, de créer un grand parc paysager le long de l'Allier. Il est alors communément appelé le « nouveau parc » (aujourd'hui les parcs Kennedy et Napoléon-III) pour le distinguer du plus ancien parc des Sources, situé lui dans le centre de la station thermale. Lors de l'aménagement de ce nouveau parc, deux petits chalets identiques y sont construits pour loger les deux gardiens,. Ils sont édifiés au débouché du pont suspendu (alors appelé pont de Vichy), de chaque côté de la voie qui coupe le parc et relie le pont au centre de la station thermale (actuelle avenue Aristide-Briand).

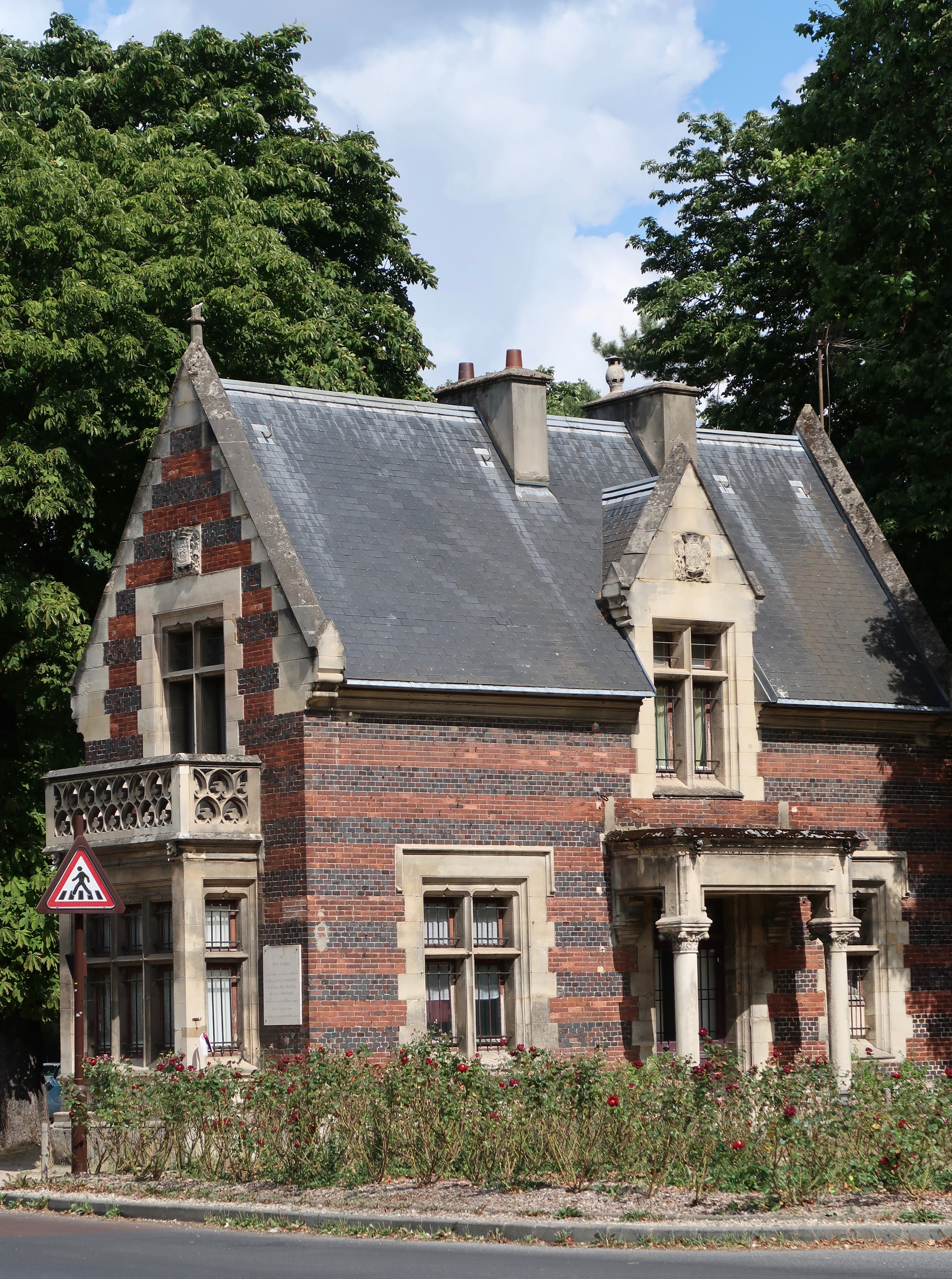
Un des pavillons de gardiens à l'entrée du bois de Boulogne dont le chalet des Suppliques reprend le style (hors de la charpente savoyarde)

Ces chalets reprennent le style des pavillons édifiés alors à l'entrée des grands parcs parisiens créés aussi sous le Second Empire, particulièrement ceux du bois de Boulogne qui sont dus à Gabriel Davioud. L'édification des deux chalets du nouveau parc est contemporaine de celle des chalets de l'Empereur et de l'Impératrice, situés plus loin, en bordure du nouveau parc, à la limite du quartier thermal. La digue, l'aménagement du parc et la conception des deux chalets sont l'œuvre de l'ingénieur des ponts et chaussées Jean François Radoult de la Fosse,, les architectes de ces derniers étant Charles, Waaser et Madin,.
Un autre chalet de même style fut construit dans le parc à l'emplacement du jardin d'enfants. À proximité de  ce chalet de nécessité, seront aménagés la laiterie, le théâtre de Guignol et le square. Il sera détruit lors de la suppression du jardin d'enfants en 1937.
Lors de la destruction de l'ancien pont de fonte datant de 1870 et la construction d'un nouveau pont plus large entre 1931 et 1932, le chalet le plus en amont est détruit (une partie de la chaussée actuelle passe à son emplacement). Celui-ci, inoccupé à partir de 1871 à la suite de la suppression d'un des deux postes de gardien, avait été loué à la ville de 1885 à 1932 pour servir de bureau d'octroi, le péage du pont ayant été rétabli. 
Le chalet des Suppliques est inscrit à l'inventaire supplémentaire des Monuments historiques le 15 janvier 1990.
Il sert aujourd'hui de local pour une société louant en saison des rosalies pour la promenade.

## Galerie photos

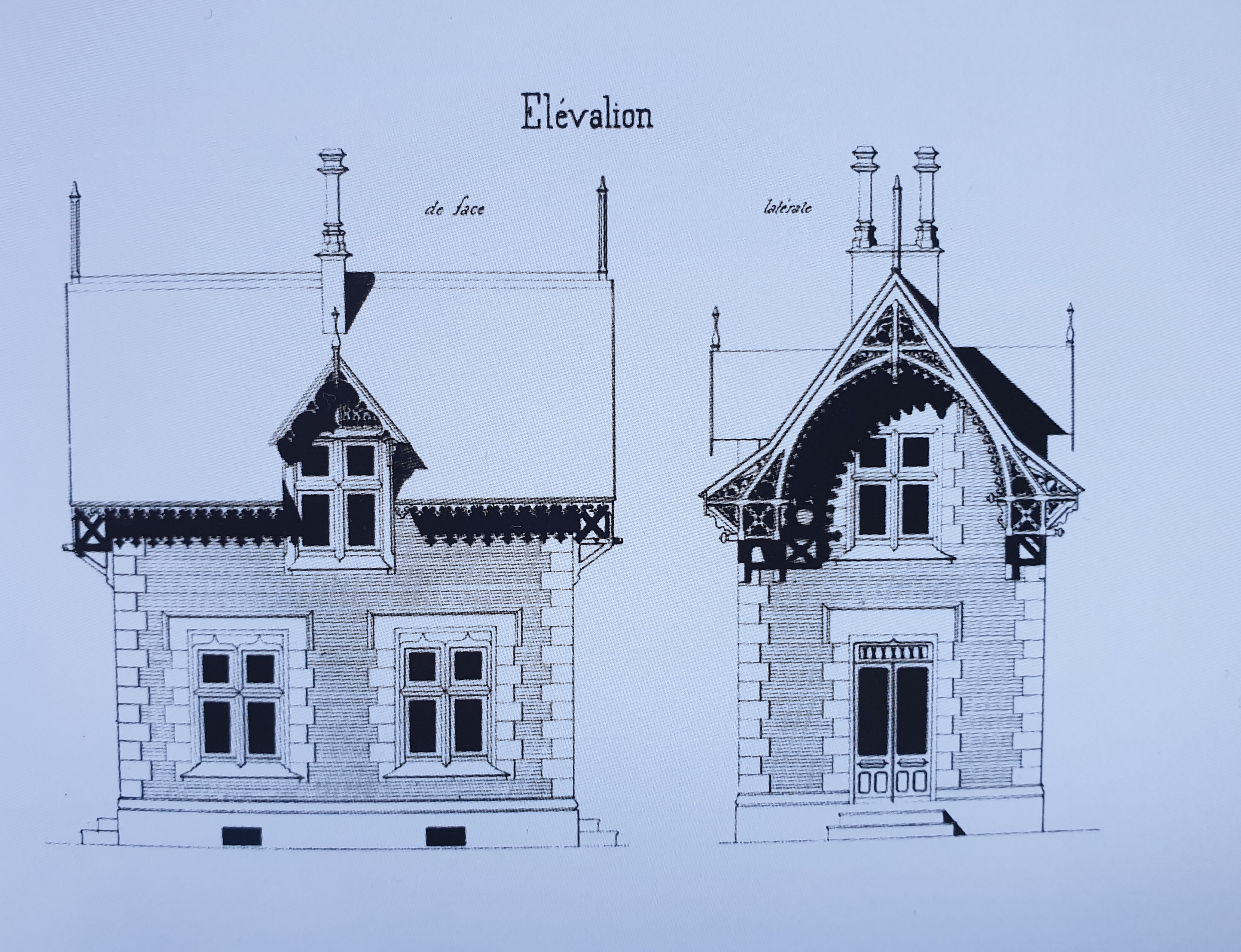
Dessins du projet des chalets
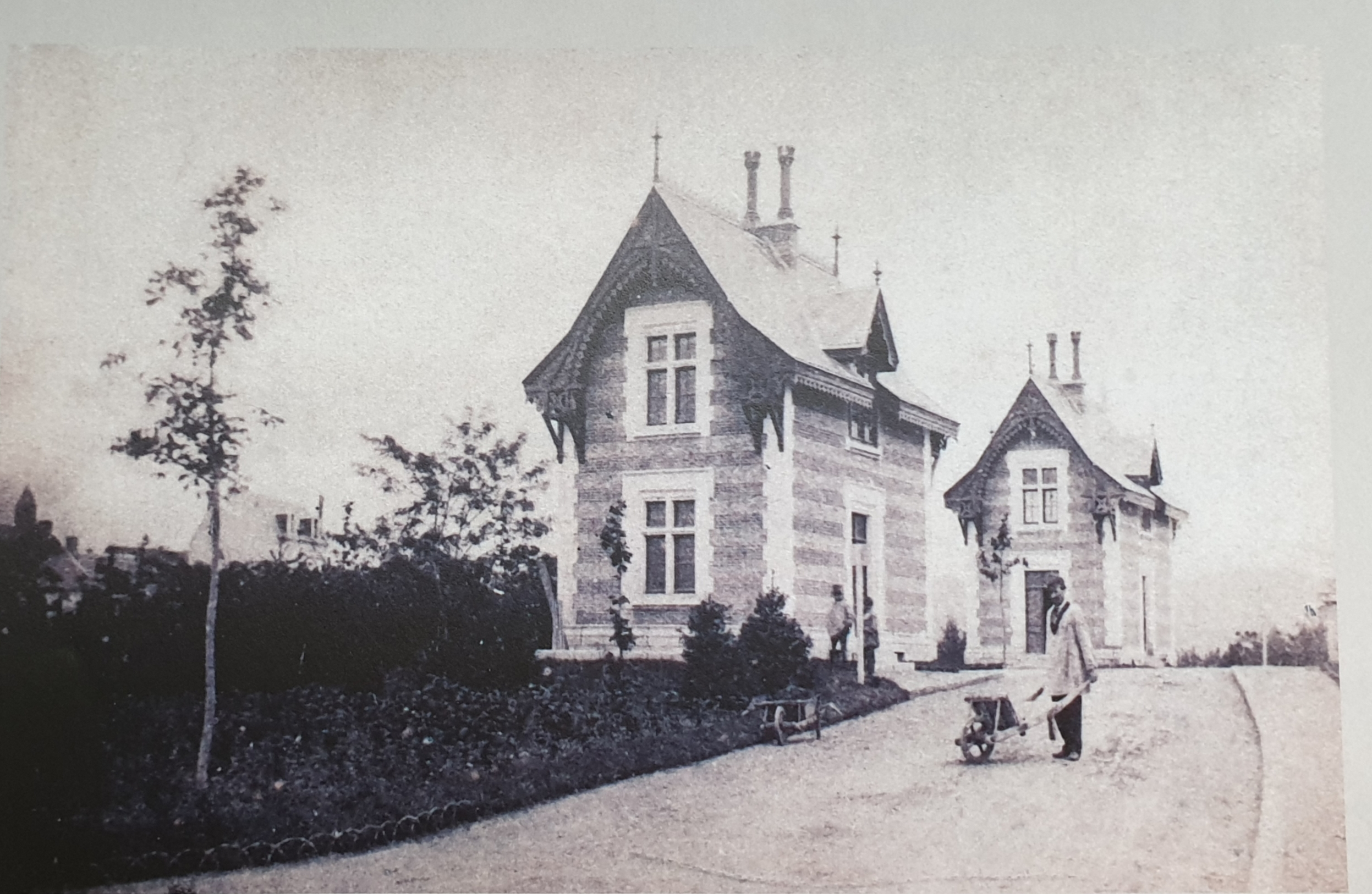
Les deux chalets peu de temps après leur construction
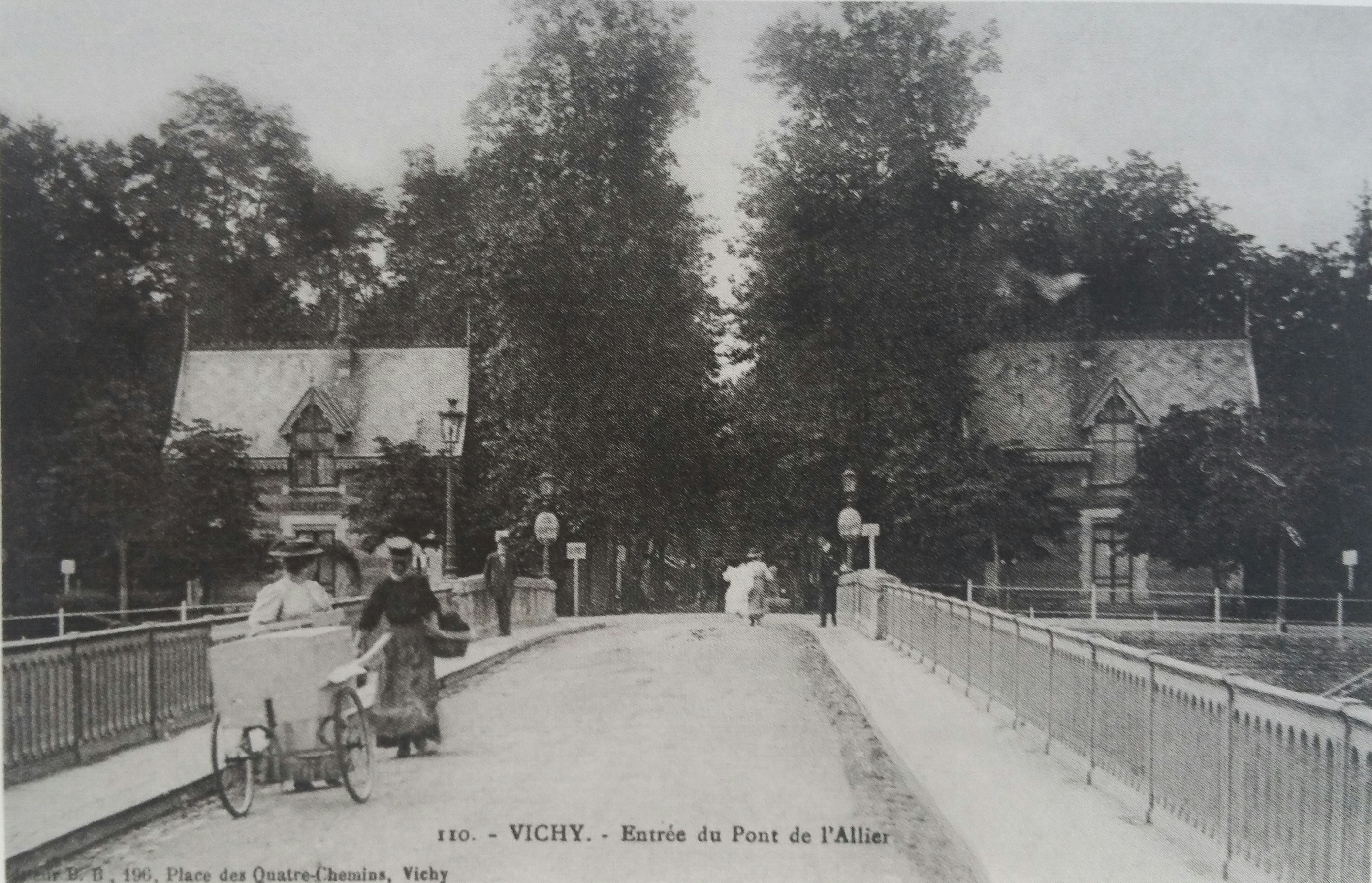
Vue des chalets au début du XXe siècle depuis le pont de fonte (pont de 1870).
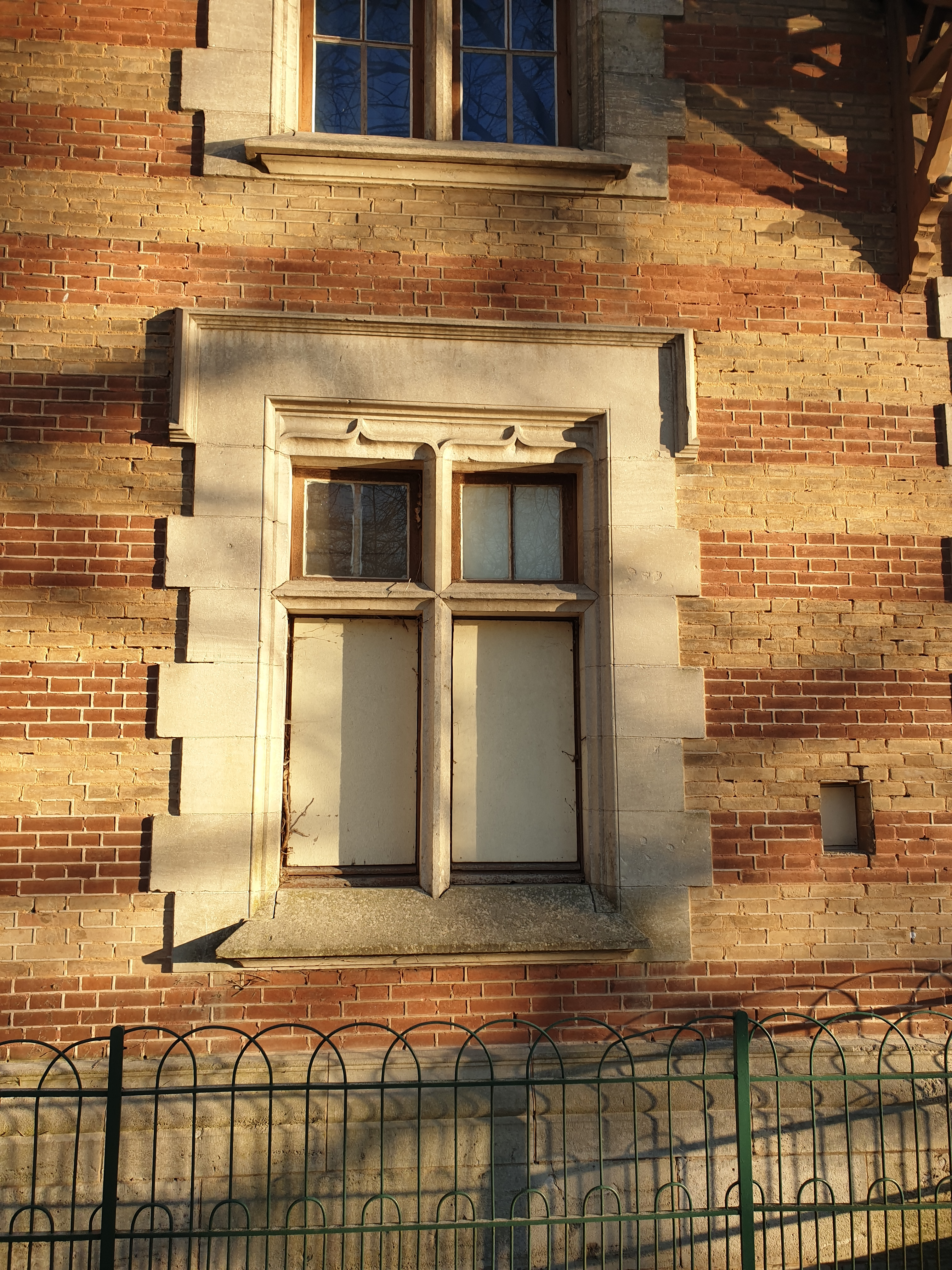
Fenêtre du rez-de-chaussée de la façade en pignon ouest en 2020.
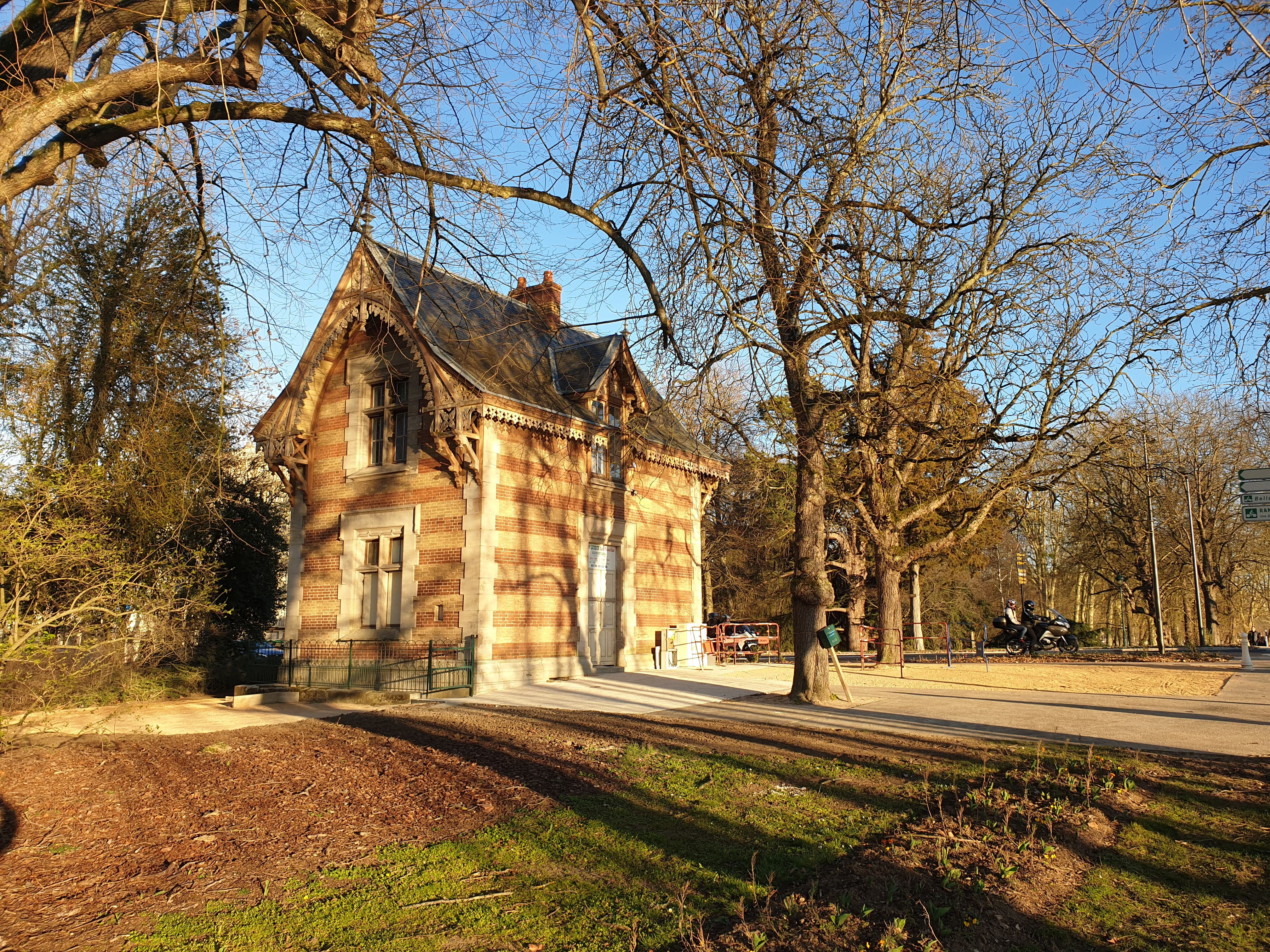
Vue du chalet depuis la promenade du parc Napoléon-III en 2020